# 唄孝一
唄 孝一（ばい こういち、1924年3月18日 - 2011年1月11日）は、日本の民法学者。旧・東京都立大学名誉教授。文化功労者。大阪府出身。

## 学風と功績
東京大学では川島武宜に師事し、家族法を専攻する。川島の影響を受け、実態調査を積極的に行うなど、法規範の研究に新たな方法論を盛り込むことに尽力した。1960年の母親の突然死をきっかけに、医事法の研究も行うようになる。世界医事法学会副会長、日本医事法学会代表理事などを歴任。日本の医事法学分野における最高権威といえる存在。
2012年3月、唄孝一の研究資料を収集した『医療と法と倫理(ELM)専門総合資料館」(仮称)』が明治大学内に開設され、2015年に『ELM(法・医・倫理の資料館)』として本開館された。

## 経歴
- 1924年3月、大阪府堺市に生まれる
- 1930年4月、大阪府堺市立市小学校入学
- 1936年4月、大阪府立堺中学校入学
- 1940年4月、第三高等学校入学
- 1947年3月、東京帝国大学法学部政治学科卒業
- 1947年10月、東京大学大学院特別研究生（1950年9月修了）
- 1951年4月、東京都立大学人文学部講師
- 1952年4月、東京都立大学人文学部助教授
- 1957年4月、東京都立大学法経学部助教授
- 1960年6月、東京都立大学法経学部教授
- 1961年11月、東京大学医学部非常勤講師（1984年3月まで）
- 1966年4月、東京都立大学法学部教授
- 1966年4月、東京都立大学教養学部長（1969年3月まで）
- 1969年12月、日本医事法学会創立、理事・事務局長
- 1970年2月、在外研究（1971年2月まで）
- 1970年8月、世界医事法学会副会長
- 1971年4月、東京都立大学法学部長（1973年3月まで）
- 1979年12月、日本医事法学会代表理事（1998年1月まで）
- 1987年3月、東京都立大学定年退職
- 1987年4月、北里大学医学部教授
- 1987年6月、東京都立大学名誉教授
- 1989年6月、法学博士（東京大学）「臓器移植と脳死の法的研究 -イギリスの25年-」 外に同一氏名で「「死」にたいする医事法学的接近 」 があるがこれは1983年2月東京大学医学博士。[2]
- 1991年3月、ベルギー・ゲント大学doctor honoris causa
- 1992年6月、日本学士院賞（『医事法学の研究』）
- 1994年3月、北里大学定年退職
- 1994年4月、北里大学客員教授
- 1994年11月、勲二等瑞宝章受章[3]
- 2000年1月、武見記念賞
- 2003年11月、文化功労者[4]
- 2006年8月、世界医事法学会WAML Medalion
- 2011年1月11日、死去。86歳没。正四位に叙せられる。

## 著書

### 単著
- 『医事法学への歩み』（岩波書店、1970年）
- 『臓器移植と脳死の法的研究』（岩波書店、1988年）
- 『死ひとつ』（信山社出版、1988年）
- 『脳死を学ぶ』（日本評論社、1989年）
- 『臓器移植と脳死の法的研究』（有斐閣、1990年）
- 『唄孝一・家族法著作選集』（全4巻、日本評論社、1992-1993年）

### 共編著
- （石川稔）『家族と医療―その法学的考察―』（弘文堂、1995年）